# Вони йдуть (Цілком таємно)
Вони йдуть (англ. Vienen) — 18-й епізод восьмого сезону серіалу «Цілком таємно». Епізод належить до «міфології серіалу» иа надає можливість краще із нею ознайомитися. Прем'єра в мережі «Фокс» відбулася 29 квітня 2001 року.
У США серія отримала рейтинг Нільсена, рівний 7.4, це означає — в день виходу її подивилися 11.8 мільйона глядачів.

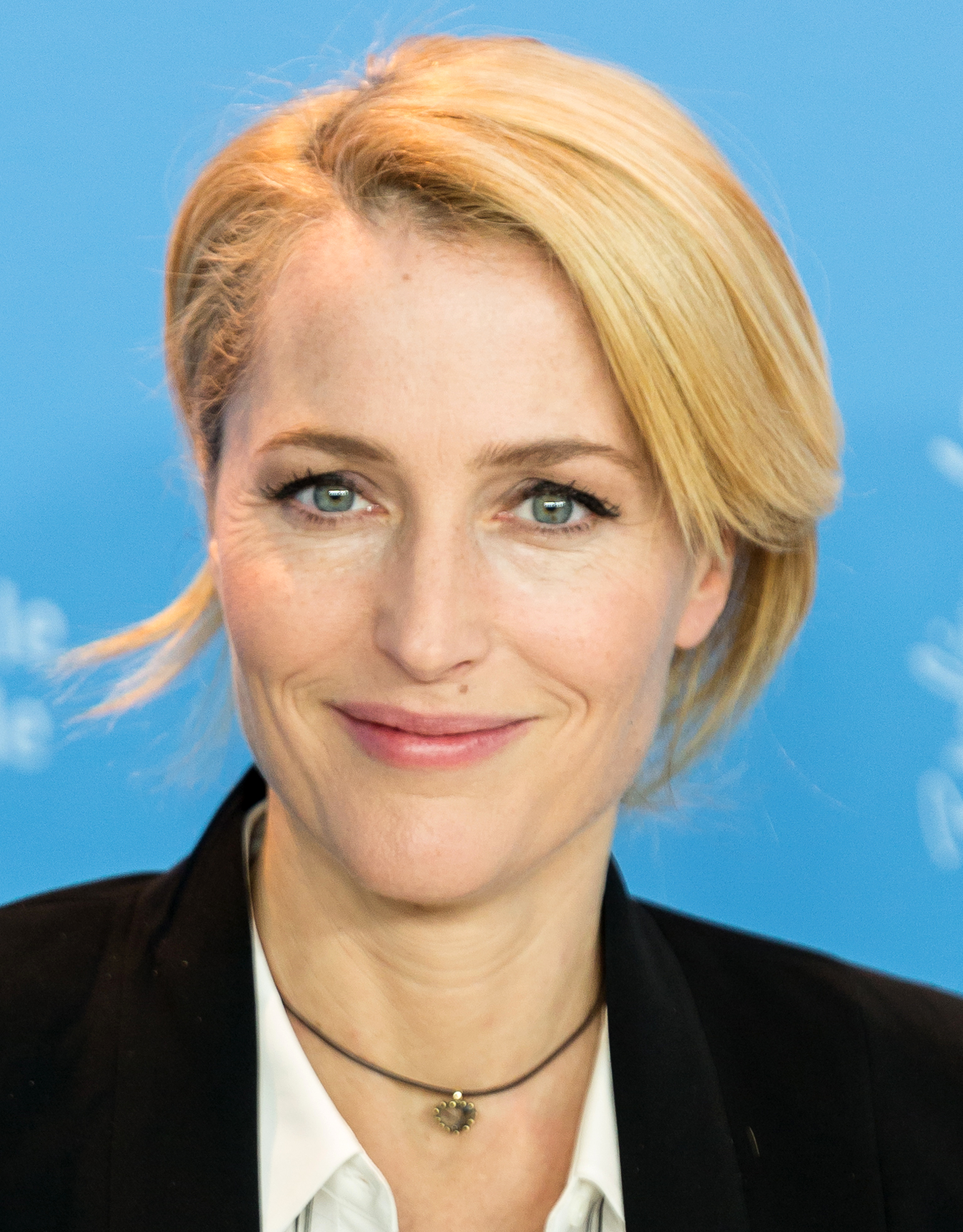

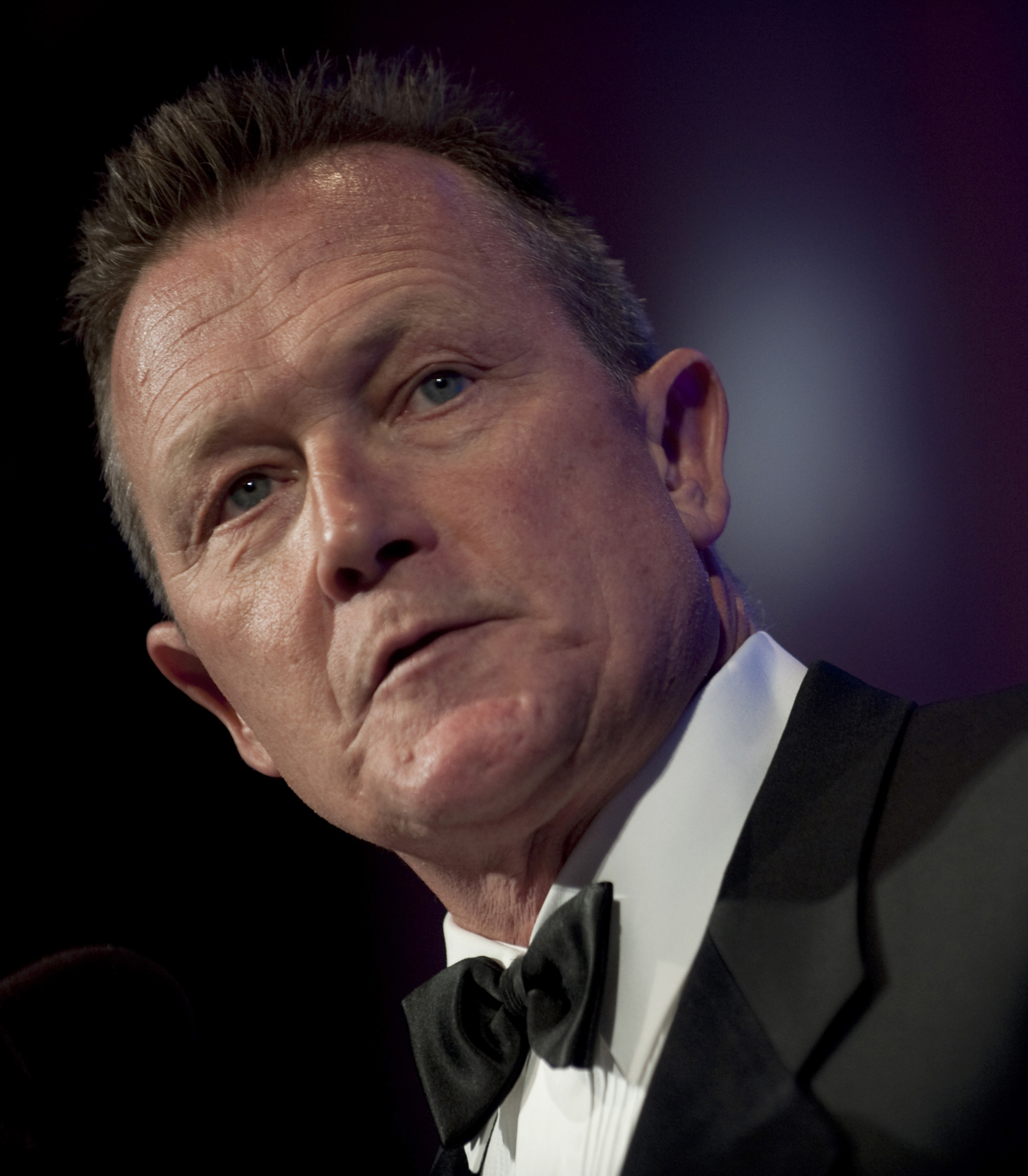

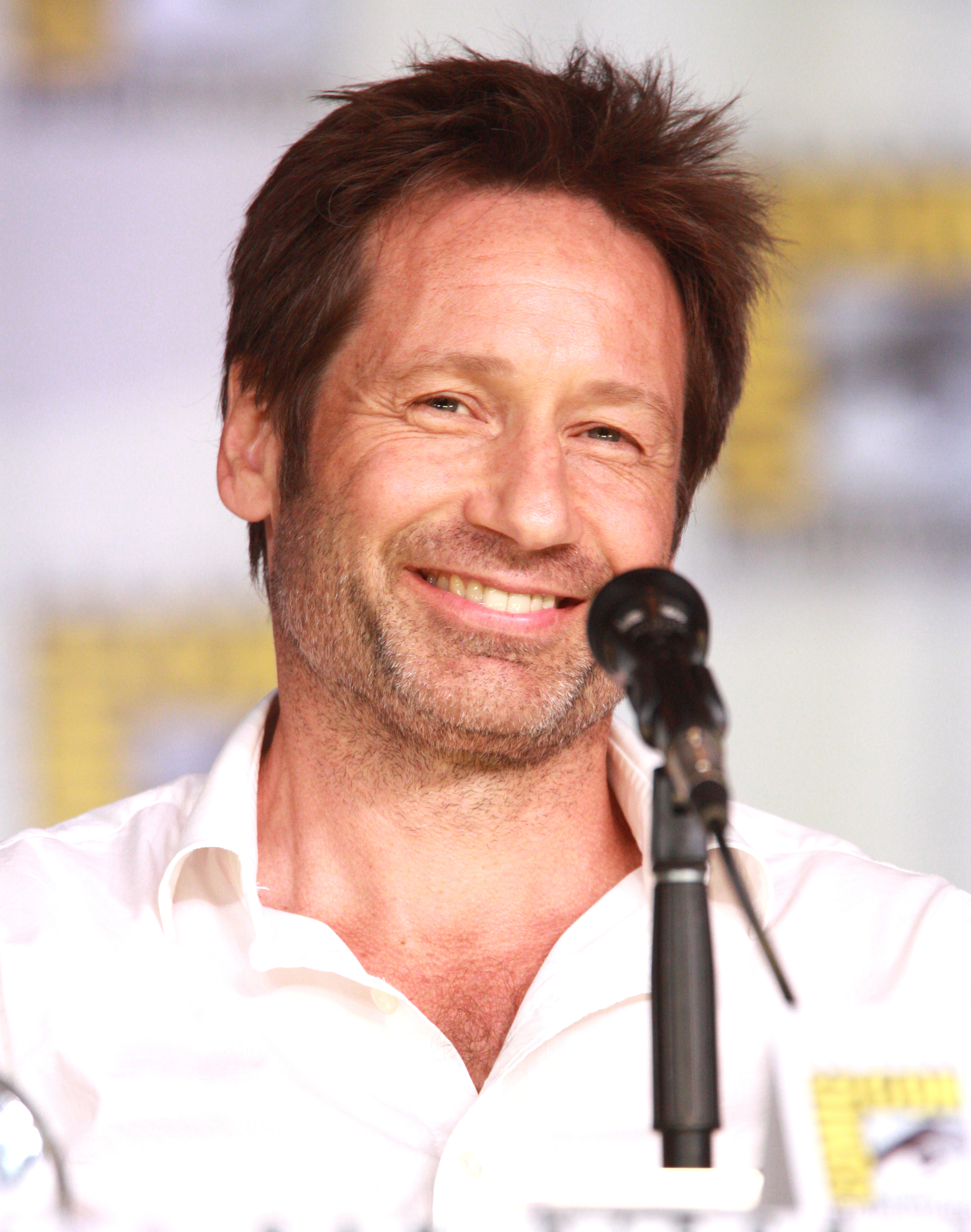

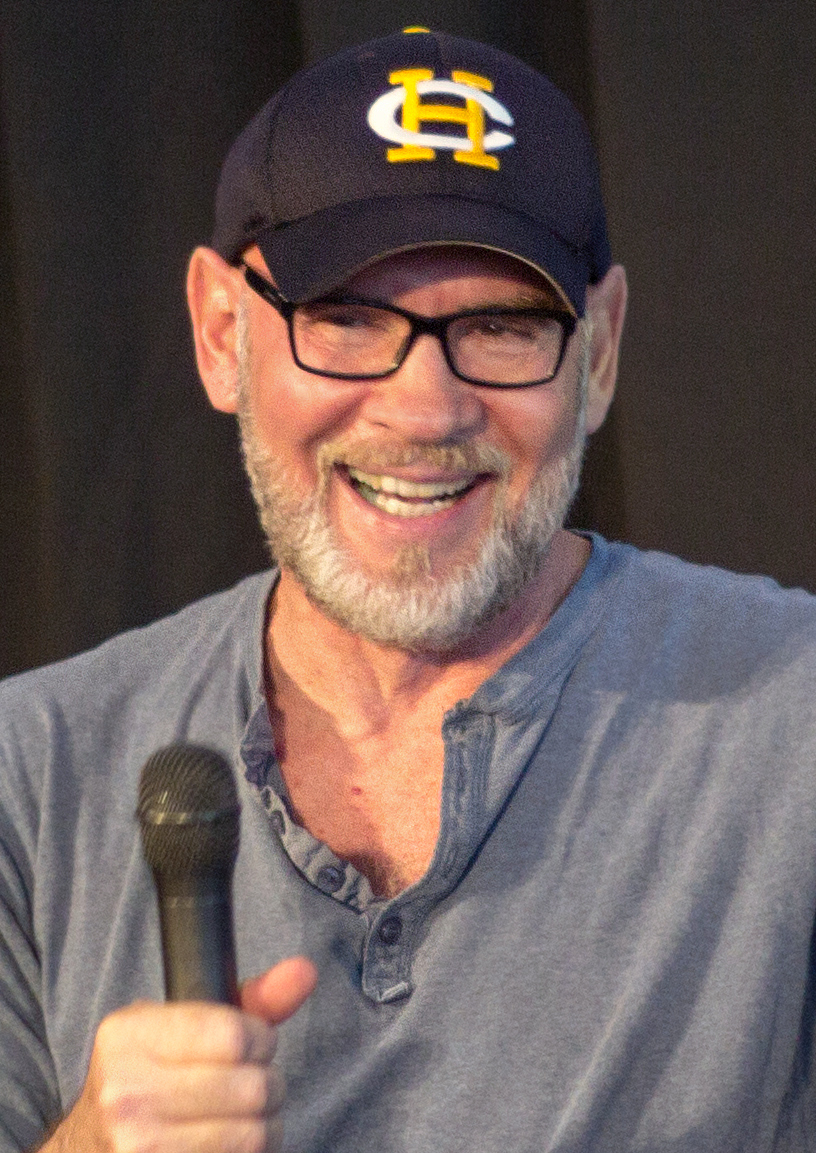

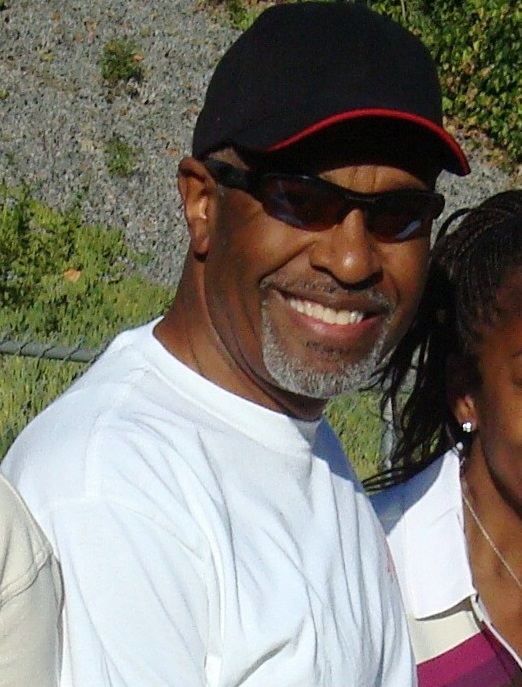

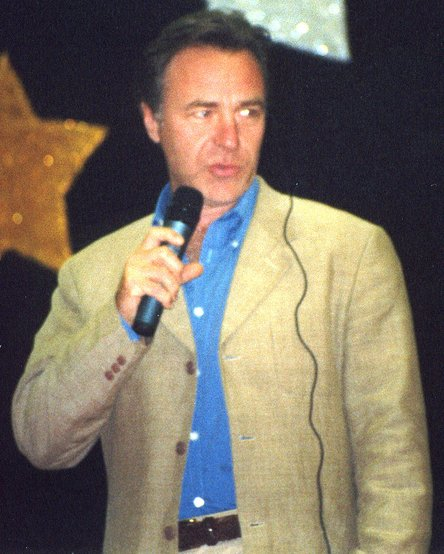

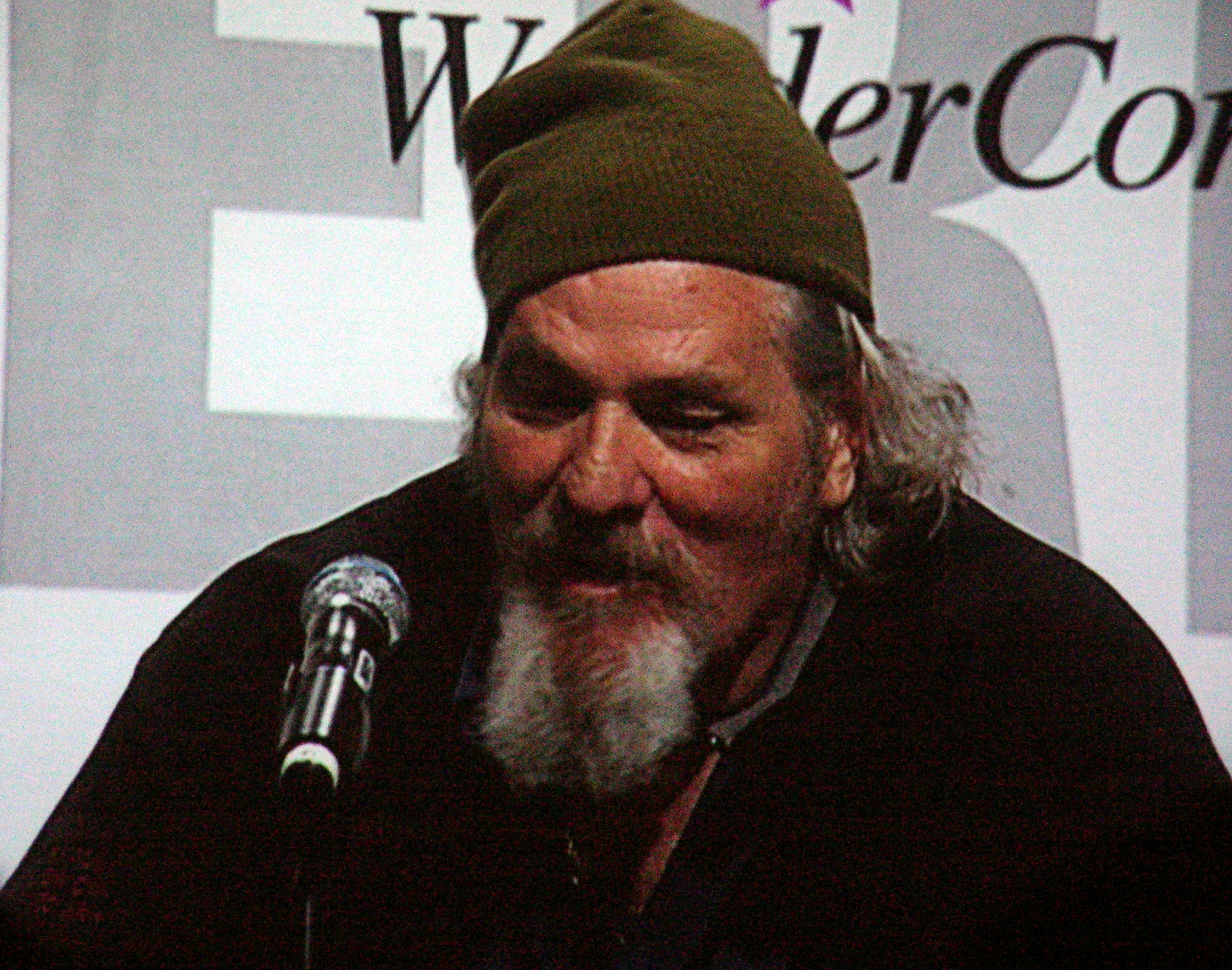

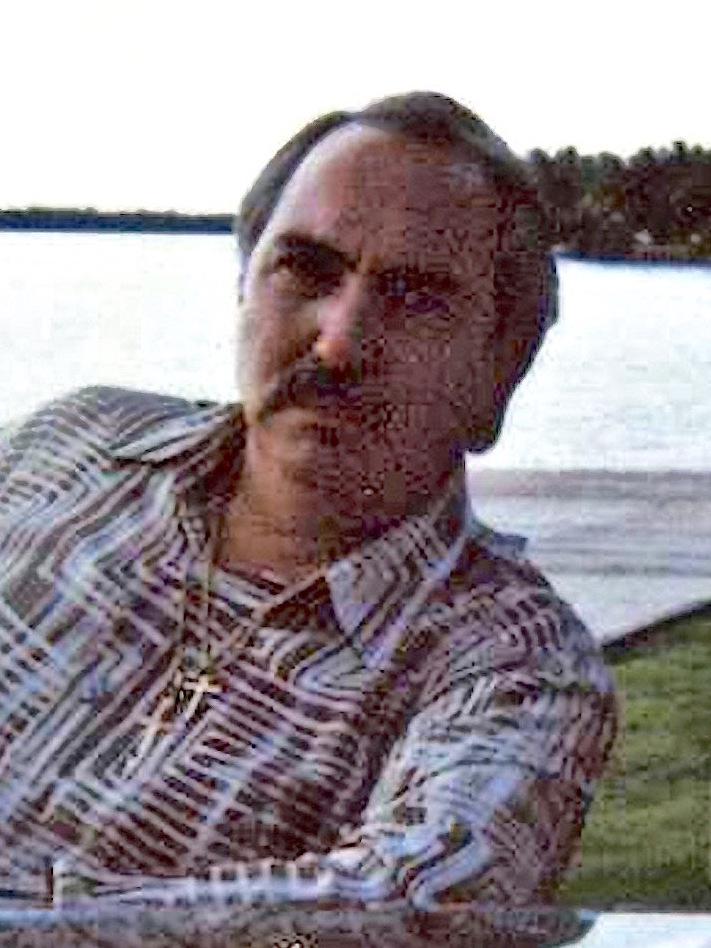

Малдер, ігноруючи наказ триматися подалі від «Секретних матеріалів», прибуває на нафтову вежу (яка на карантині) разом із агентом Доггеттом. Незабаром вони виявляють, що всю платформу заражено чорною оливою, інопланетним вірусом, виявленим Малдером і Скаллі кілька років тому. Незважаючи на взаємну ворожість, агенти об'єднуються і втікають з платформи, перш ніж заражений персонал зловить і вб'є їх.

## Зміст
Істина поза межами досяжного
Саймон де ла Круз, робітник на нафтовій платформі «Орфей» в Мексиканській затоці, завдає смертельних ножових ударів другому члену екіпажу радисту Еду Деллу. Потім він починає знищувати радіообладнання платформи, але стикається з Бо Тейлором, тіло якого починає світитися, а під шкірою Делла переміщається олива.
У штаб-квартирі ФБР Фокс Малдер із обопільними образами розповідає Джону Доггетту про вбивство і пояснює, що 90 % тіла де ла Круза були вкриті явними радіаційними опіками. «Galpex Petroleum», власник платформи, офіційно приписує опіки на наслідки вибуху, але Малдер підозрює причетність до цього чорної оливи. Малдер і Доггетт зустрічаються з віце-президентом «Galpex» Мартіном Ортегою, який розповідає їм, що компанія виявила великі запаси нафти в Мексиканській затоці. Заступник директора Елвін Керш відправляє Доггетта в затоку для розслідування, але Малдер вже присутній там, коли Доггетт прибуває через 26 годин. Агенти зустрічаються з Тейлором, який стверджує — де ла Круз намагався підірвати платформу. Після відходу агентів очі Тейлора засновує олива. Агенти з'ясовують особисті стосунки словесно і приходять до спільної думки — Тейлор бреше.
Тим часом Дейна Скаллі під час розтину знаходить чорну оливу в черепі де ла Круза — олива мертва і, здається, була опромінена. На полатформі Тейлор заражає нового радиста Волкова чорною оливою. Дейна приходить до висновку і повідомляє Скіннеру, що у Круза, можливо, був імунітет до чорної оливи, оскільки він є корінним мешканцем Мексики. Доггетт і Малдер знаходять докази наявності оливи і ізолюють платформу, але друг де ла Круза Дієго Гарса зник. Ортега погрожує повернути екіпаж, якщо агенти не нададуть докази інфекції. Доггетт і Малдер шукають Гарсу, у якого, як і в де ла Круза, також є індіанське коріння. Пізніше вони виявляють, що хтось підпалив кімнату зв'язку. Коли агенти борються з пожежею, Гарса нападає на Доггетта і агент втрачає свідомість. Коли Джон опритомнює, Гарса, тепер психічно нестабільний, ріже Доггетту руку, щоб перевірити наявність оливи.
Тим часом роздратований Керш каже Скаллі, що він знімає карантин з платформи, якому вона змушена неохоче підкорятися. Скіннер бере на себе відповідальність за оголошення карантину. Потім Скаллі усвідомлює, що де ла Круз має імунітет до оливи, і через це він отримав радіаційні опіки замість інфекції. Після розмови з Гарсою Доггетт йде, щоб знайти Малдера, але на нього нападає Тейлор. Приходить Малдер і кілька разів вдаряє залізним дубцем Тейлора, а агенти забарикадовуються в кімнаті зв'язку. Вони намагаються передати повідомлення, поки екіпаж платформи атакує двері. Скаллі отримує повідомлення і інформує їх, що Керш зняв карантин. Малдер знищує радіостанцію платформи, щоб заражений екіпаж не міг спілкуватися з інопланетянами. Після цього члени екіпажу припиняють атаку і починають саботувати платформу, змушуючи Доггетта і Малдера зістрибнути, перш ніж вона буде знищена. На той час Гарса вже мертвий — іфд надвеликої дози радіації. Їх рятують гелікоптери, які Керш відправив, щоб порушити карантин.
У Вашингтоні Малдер повідомляє Доггетту, що йде з ФБР. Аби прийняти удар на себе й надати відділу й надалі працювати.
Ви можете побачити змову навіть у церковному пікніку. — Залежить в якій церкві.

## Зйомки
«Vienen» був написаний Стівеном Маедою як спосіб, яким би Малдер передав спадщину «Секретних матеріалів» Доггетту. Патрік порівняв Малдера з грецьким хором і сказав, що епізод був "способом змусити Малдера благословити Доггетта і передати йому естафету «Секретних матеріалів». Маеда похвалив продюсерів серіалу за рішення передати відділ «X-Files» Доггетту, зазначивши, що вони «знали, що відбувається в голові глядачів». Назва «Vienen» — іспанська; це означає «вони приходять» або «вони йдуть».
Режисером епізоду був Род Гарді, який відзняв епізоди попереднього сезону «Зозуленята» та «Спасіння». Гарді запропонували цю роботу після того, як невідома особа, яка працювала над «Секретними матеріалами», побачила його рімейк на телеканалі «TBS» до фільму «Рівно опівдні». З епізодів, зйомками яких він керував, Гарді найбільше сподобалося режисура цього епізоду через його прихильність до міфології серіалу; пізніше він описав цей епізод як «класичне Цілком таємно». 8-й сезон був знятий не в такій послідовності; «Вони йдуть» був шістнадцятою частиною, але вісімнадцятим вийшов в ефір, в основному завдяки наявності на зйомках Духовни. Зйомки кожного епізоду зазвичай займали близько 18 днів, включаючи сім днів для попереднього виробництва, дев'ять для зйомок основного блоку та два для зйомок вторинного блоку. «Vienen» виготовили за 11 днів, бо знімальний колектив працював по 13-14 годин щодня.
«Vienen» знімали в трьох локаціях: студії у Лос-Анджелесі, закритому нафтопереробному заводі «CENCO» (в Санта-Фе-Спрінгс (Каліфорнія)) і на морській нафтовій платформі в Тихому океані біля узбережжя Санта-Барбари. Протягом попередніх сезонів серіалу, менеджер локації Ілт Джонс був змушений розвідувати місця після того, як були подані сценарії. Однак, починаючи з 8-го сезону, йому дозволили взяти участь у кількох «розвідувальних роуд-шоу», щоб знайти нові цікаві локації, які можна було б використати в сценарії. Джонс, який запримітив нафтову платформу та нафтопереробний завод під час своєї першої подорожі, пізніше завважив, що нафтова платформа була «його улюбленим прикладом» місць, які він міг знайти. Оскільки платформа та нафтопереробний завод були розвідані заздалегідь, Джонсу дали 6 тижнів на підготовку зйомок — значно більше від звичайних двох. Цей додатковий час також заощадив серіалу значну суму грошей. Зйомки на нафтовій платформі відбувалися між сходом і заходом сонця за один день. Знімальна група використовувала стедикам для зйомок на нафтовій платформі, тому що палуби були слизькими від нафти, і, за словами Гарді, камери якраз добре підійшли та вмістилися на платформі.
Головні актори серіалу повинні були зніматися в трьох окремих локаціях. Сцени Андерсон знімалися виключно на знімальному майданчику в Лос-Анджелесі. Оскільки її персонаж не супроводжував Малдера і Доггетта, Андерсон не мала сцен з ними, за винятком початкової, яка відбувається в офісі Керша. Більшість сцен Патріка і Духовни були зняті на нафтовій платформі та нафтопереробному заводі. Хоча кілька ключових сцен, включаючи руйнування нафтової платформи, було знято на знімальному майданчику серіалу в Лос-Анджелесі. Патрік і Духовни переміщалися між трьома пунктами. Інші сцени знімали на студії. Художнику-постановщику Корі Каплан було доручено відтворити диспетчерську нафтової платформи, їдальню та деякі оперативні секції, що вимагало «блискучої синергії між усіма відділами (серіалу)», щоб об'єднатися. Сцена, в якій нафтова платформа спалахує, була створена у студії на знімальному майданчику. Набір декорацій був виготовлений з дерева, що представляло собою унікальний виклик для відділу, оскільки вони повинні були зробити так, ніби вогонь плавить сталь.
Сцена, в якій Малдер і Доггетт узгоджено стрибають з нафтової платформи, була знята таким чином, що нагадує подібну сцену у фільмі 1969 року «Буч Кессіді і Санденс Кід». Патрік та Духовни стрибали перед зеленим екраном. Окремі кадри вибуху бурової установки, створені шляхом поєднання фактичних знімків бурової установки з «CGI», були потім зняті, і два моменти були скомпоновані один на одного.
В епізоді була передостання поява інопланетної чорної оливи; вона з'явиться в останній раз через флешбек у фіналі серіалу. Візуальні ефекти для чорної оливи були створені шляхом поєднання меляси та шоколадного сиропу із зображеннями, створеними комп'ютером (CGI). Для сцени, в якій чорна олива виливається з очей, вух і рота робітника, відзняли дев'ять дублів, оскільки густа суміш не розливалася належним чином.

## Показ і відгуки
Прем'єра «Vienen» відбулася на американському телебаченні 29 квітня 2001 року. Фільм отримав рейтинг Нільсена 7,4, що означає — його побачили приблизно 7,4 % домогосподарств США, а загалом переглянули 11,8 мільйонів глядачів. Епізод дебютував в Ірландії та Великій Британії 7 червня на «Sky One» і його переглянуло 0,52 мільйона глядачі. 4 листопада 2003 року епізод був випущений як частина бокс-сету восьмого сезону DVD. Пізніше епізод був включений до «Міфології X-Files Mythology, Volume 4 — Super Soldiers», колекції DVD, що включає епізоди, пов'язані з інопланетними суперсолдатами.
Акторський склад і сюжет епізоду спочатку викликали суперечки, коли на початку 2001 року латиноамериканські активісти скаржилися на часто негативне зображення латиноамериканців, зокрема в епізоді серіалу «Закон і порядок» «Неділя в парку з Хорхе». Своєю чергою, провідні мовники підписали угоди, які створили керівниутво диверсифікації в кожній мережі. Коли було оголошено назву та синопсис епізоду, деякі активісти занепокоїлися, що це буде ще більше поширювати негативні стереотипи.
Майкл Лідтке та Джордж Авалос із «East Bay Times» були задоволені частиною і написали: «Останній епізод також містив багато елементів класичного міфологічного епізоду. Ставки були величезні, і герої стикалися з найбільшими небезпеками. Використання нафтової вишки створило відчуття ізоляції для Малдера і Доггетта, а рівень параної був захмарним. Ми досі не можемо зрозуміти, чому не бачили більше епізодів на тему як „Вони йдуть“ протягом останніх трьох сезонів». Джессіка Морган з «Телебачення без жалю» присудила епізоду оцінку «B–». Том Кессеніч у книзі «Екзаменації» дав епізоду позитивний відгук і написав: «Після перегляду „Vienen“ я можу чесно сказати, що одного разу з небагатьох у цьому сезоні мені було приємно знову стати фанатом „Секретних матеріалів“. Кессеніч високо оцінив значний розвиток у відносинах Малдера та Скаллі й повернення „версії четвертого сезону“ чорної оливи; фільм 1998 року різко змінив природу речовини — інфіковані господарі виношують інопланетян у своєму тілі, а не просто захоплюються ними.
Емілі Вандерверф з „The A.V. Club“ назвала серію одним із „10 епізодів Цілком таємно, які необхідно побачити“ і написала, що це „раптово робить сюжет серіалу про змову інопланетян знову актуальним“. Її рецензія має такий висновок: „чудовий приклад серіалу минулих часів слави, але, тим не менш, він знайшов спосіб знову стати актуальним“.» Пізніше оглядачка присудила епізоду оцінку «А-» і похвалила — на додаток до його освіжаючого погляду щодо інопланетної міфології — місце розташування серії, зазначивши, що «ізоляція та статус штучного острова нафтової платформи, безумовно, є свого роду місцем, яке виглядало б і відчувалося б інакше, ніж будь-який інший епізод серіалу». Вона також схвалила динаміку між Малдером і Доггеттом та написала, що цей епізод успішно став способом для «Девіда Духовни та Фокса Малдера передати факел Роберту Патріку та Джону Доггетту».
Не всі відгуки були позитивними. Роберт Ширман і Ларс Пірсон у книзі «Хочемо вірити: критичний посібник з Цілком таємно, Мілленіуму та Самотніх стрільців» оцінили епізод на 2 зірки з п'яти і написали, що повернення до сюжетної лінії про чорну оливу, здавалося б, «не вийшло». Вони також писали, що Малдер і Доггетт «добре вміють тікати, що не надає жодному з них особливої гідності». Пола Вітаріс з «Cinefantastique» надала епізоду негативний відгук і нагородила його 1.5 зірки з чотирьох. Вона написала: «Як пригодницький екшн, „Veinen“ — це так собі. За винятком великого вибуху в кінці, він не використовує можливості надані розташуванням». Меган Дінс з «Tor.com» зрештою прийшла до висновку, що «хоча „Vienen“ наполегливо працює, щоб досягти своїх цілей — класичний лиходій, битва хлопців — він не може зрівнятися з усім, що було до нього». Вона припустила, що «передача від Малдера до Доггетта функціональна, але порожня». Однак вона схвалювала повернення оливи.

## Знімалися
| Актор                    | Роль           |
| ------------------------ | -------------- |
| Девід Духовни            | Фокс Малдер    |
| Роберт Патрік            | Джон Доггетт   |
| Джилліан Андерсон        | Дейна Скаллі   |
| Мітч Піледжі             | Волтер Скіннер |
| Джеймс Пікенс (молодший) | Елвін Керш     |
| Кейсі Біггс              | Сакса          |
| Майк Коннор Гейні        | Бо Тейлор      |
| Мігуель Сандоваль        | Мартін Ортега  |
| Лі Регерман              | Юрій Волков    |